# Комітет 19
«Комітет 19» — радянський двосерійний науково-фантастичний художній фільм 1971 року, знятий режисером Савою Кулішем на кіностудії «Мосфільм».

## Сюжет
Комітет 19-ти, один із робочих органів ООН, втомившись від безплідних дискусій, направляє до Африки експедицію із шести осіб на чолі з радянським професором Смоленцевим, щоб на місці вивчити спалах невідомої епідемії.

## У ролях
- Микола Засухін — Смоленцев
- Світлана Смєхнова — Наталя, дочка Смоленцева
- Юрі Ярвет — Течер
- Мадлен Маріон — Берутті
- Наум Шопов — Асеведо
- Юріс Стренга — Чемберс
- Волдемар Пансо — Тансен
- Башир Туре — Бават
- Олександр Вокач — О'Крізі
- Робер Лієнсоль — віце-губернатор
- Станіслав Ландграф — Дімер
- Георгій Тейх — Беджер
- Леонід Недович — Мідоус
- Аконіо Доло — Боніфаціо
- Алфредс Віденіекс — Вінер
- А. Сеїта — голова комітету
- Ігор Донський — лейтенант
- Володимир Медведєв — Анрі
- Дара Сінгх — Кришавар
- Лариса Борисенко — німкеня
- Хайнц Браун — Брокдорф
- А. Бермонт — епізод
- Микола Бриллінг — людина в сірому
- Г. Волгіна — епізод
- Костянтин Забєлін — епізод
- Маргарита Меріно — міс Брук
- Олександр Массарський — Барбо
- Ніна Палладіна — епізод
- Валерій Пушкарьов — епізод
- Михайло Бочаров — людина в сірому
- Микола Бурляєв — епізод
- Інна Виходцева — кореспондентка
- Анда Зайце — епізод
- Галина Кравченко — епізод
- Геннадій Морозов — фотокореспондент
- Гліб Плаксін — кореспондент
- Валентина Тежик — епізод

## Знімальна група
- Режисер — Сава Куліш
- Сценаристи — Сергій Михалков, Олександр Шлепянов, Сава Куліш
- Оператори — Костянтин Бровін, Володимир Фастенко
- Композитор — Олег Каравайчук
- Художник — Леонід Перцев